# Birdsboro
Birdsboro  è un comune (borough) degli Stati Uniti d'America, nella contea di Berks nello Stato della Pennsylvania. Secondo il censimento del 2010 la popolazione è di 5.163 abitanti.

## Società

### Evoluzione demografica
La composizione etnica vede una maggioranza di persone bianche (95,5%) e quelle afroamericane (1,4%) dati del 2010.
| borough di Birdsboro Popolazione |       |
| 2000                             | 5.064 |
| 2010                             | 5.163 |